# Maria Jotuni
Maria Gustaava Jotuni, fino al 1906 Maria Haggrén, dal 1911 Maria Jotuni-Tarkiainen (Kuopio, 9 aprile 1880 – Helsinki, 30 settembre 1943), è stata una scrittrice e drammaturga finlandese.
È conosciuta anche con gli pseudonimi di Maria Haggrén-Jotuni, Nix e Maria Kustaava Tarkiainen.

## Vita
Maria Jotuni (detta anche Maikki o  Maiju) compì i suoi primi studi a Kuopio. A 20 anni andò all'Università di Helsinki dove, dal 1900 al 1904 studiò storia, letteratura e storia dell'arte.
Dopo la laurea si dedicò al giornalismo e frequentò gli scrittori Joel Lehtonen e Viljo Tarkiainen, e con quest'ultimo si sposò nel 1911. Maria Haggren cambiò il suo cognome in Jotuni nel 1906, insieme a uno dei suoi fratelli. Il termine jotuni significa "gigante" nella mitologia norrena. Jotuni è stato utilizzato anche nella mitologia finlandese e sami come sinonimo del nome della popolazione dei giganti jatuli.
Dal matrimonio con Viljo Tarkiainen ebbe due figli. Dopo la sua morte le fu dedicata una strada a Helsinki. Nel 1980 le fu dedicato anche un francobollo dalle poste finlandesi.

## Attività letteraria
Pubblicò la prima raccolta di racconti Relazioni nel 1905, ma iniziò ad avere successo con la seconda raccolta Love, pubblicata nel 1907, che ebbe una grande attenzione da parte della critica e la cui prima edizione fu esaurita in breve tempo.
L'opera di Jotuni ebbe una grande rivalutazione anche 20 anni dopo la sua morte. Ebbe il grande merito di rivalutare il ruolo della donna nella società, proponendo i temi dell'emancipazione femminile con toni molto contenuti e pacati, misti ad una sottile vena di ironia, riuscendo così a suscitare l'attenzione favorevole di una porzione molto vasta dell'opinione pubblica finlandese.

## Opere

### Opere teatrali
- Vanha koti  ("Vecchia casa") (1910).
- Miehen kylkiluu  ("La costola dell'uomo") (1914)
- Savu-uhri  ("Vittima del fumo") (1915)
- Kultainen vasikka  ("Il vitello d'oro") (1918)
- Tohvelisankarin rouva  ("La moglie di un marito docile") (1924)
- Olen syyllinen  ("Sono colpevole") (1929)
- Kurdin prinssi  ("Il principe dei Curdi") (1932)
- Klaus, Louhikon herra  ("Klaus, signore di Louhikko") (1942)

### Romanzi
- Arkielämää  ("Vita quotidiana") (1909)
- Huojuva talo  ("La casa traballante") (1936, pubblicato postumo nel 1963)
- Äiti ja poika  ("Madre e figlio") (1965)
- Elämän hiljaisina hetkinä  ("Nei tranquilli momenti di vita"). (1965)
- Norsunluinen laulu  ("Canto d'avorio") (1947, postumo)
- Jäähyväiset  ("Addii") (1949, postumo)

### Novelle
- Suhteita  ("Relazioni") (1905)
- Rakkautta  ("Amore") (1907)
- Kun on tunteet  ("Quando ci sono i sentimenti") (1913)
- Martinin rikos  ("Il crimine di Martin") (1914)
- Jussi ja Lassi  ("Jussi e Lassi") (1921)
- Tyttö ruusutarhassa  ("La fanciulla nel roseto") (1927)

### Raccolte
- Kootut teokset I–IV  ("Raccolta di opere I-IV") (1930)
- Valitut teokset  ("Opere scelte") (1954)
- Maria Jotunin aforismit  ("Aforismi di Maria Jotuni") (1959)
- Novellit ja muuta proosaa I–II,  ("Racconti brevi e in prosa I-II"), Otava, 1980
- Näytelmät ("Esibizioni"), Otava, 1981.
- Kun on tunteet, Tyttö ruusutarhassa ynnä muita novelleja, SKS, 1999, 262 s., ISBN 951-746-125-9